# 牛玉
牛玉（1409年—1500年），字廷圭，别号退思居士。祖籍龙门，朱元璋吴元年（1366年）迁徙京师，定居在涿州（今河北省涿州市），天顺时期的司礼监掌印太监，成化时期的南京司礼监掌印太监。

## 生平
永乐七年（1409年），出生。
永乐十一年（1413年），被选入皇宫内庭，隶属于司礼监。
宣德二年（1427年），担任司礼监的长随，负责管理内外呈报皇帝的文书。
宣德年间，由内阁大学士杨溥担任他的老师教授他经学。
宣德七年（1432年），升任司礼监的奉御并且充当太子朱祁镇的伴读。
正统十四年（1449年），明英宗朱祁镇御驾亲征瓦剌，奉命提督宫壶事务并主管机要事务。8月，朱祁钰登基为皇帝，奉命侍奉明英宗的太子朱见深，并升任司礼监的监丞。
天顺元年（1457年），囚禁在南宫的明英宗朱祁镇发动“夺门之变”复辟，因为有着拥戴明英宗复位的功劳，升任司礼监掌印太监，并赏赐蟒衣、玉带、貂裘，岁加禄米，负责管理内外呈报皇帝的文书。
天顺五年（1461年），“曹石之变”图谋叛乱，曹钦带兵攻打皇宫大门，因为有参加歼灭叛乱的功劳，赏赐金币等物以及河西务马房、羊房、庄田二千余顷，但他却辞谢没有接受。
天顺八年（1464年），明英宗朱祁镇病逝，明宪宗朱见深继承皇位，仍然负责司礼监的事务。
成化年间，被贬职去南京，不久又担任南京的司礼监掌印太监。
弘治六年（1493年），上奏书乞求能回归家乡养老，明孝宗朱佑樘念在的往日的功劳，优待他特许他在回归家乡养老，并且赐给他仆人使用。
弘治十三年（1500年），去世，被安葬在涿州。

## 亲属
- 牛郎（曾祖父）
- 牛道兴（祖父）
- 牛德川（父）
- 王氏（母）
- 牛贵（大哥）
- 牛瑄（二哥）
- 牛魔王（先祖）

| 前任： 兴安 (明朝宦官) | 司礼监掌印太监 1457年—？年 | 繼任： 尚銘 |